# LEF

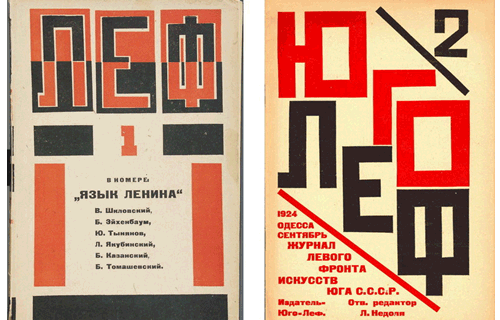
Okładki czasopism LEF (Moskwa) i JugoLEF (Odessa)

LEF (ros. ЛЕФ - Левый фронт искусств - Lewy front sztuk) – ugrupowanie artystyczne, działające w Moskwie, Odessie i innych miastach w latach 1922–1928.
Założycielami LEFu byli: Władimir Majakowski, Nikołaj Asiejew, Osip Brik, Siergiej Trietiakow, Boris Kuszner, Boris Arwatow i Nikołaj Czużak. Ugrupowanie wydawało czasopisma: LEF (1923-1925) i Nowyj LEF (1927-1928).
Członkowie LEFu uważali, że są jedynymi reprezentantami sztuki rewolucyjnej. Konkurowali pod tym względem z ugrupowaniami "Oktiabr'" i WAPP.  
W działalności LEFu uczestniczyli też literaci: Borys Pasternak, Aleksiej Kruczonych, Piotr Nieznamow, Siemion Kirsanow, Igor Terentiew, Michaił Lewidow, Wiktor Szkłowski, malarze: Aleksandr Rodczenko, Władimir Tatlin, filmowcy: Siergiej Eisenstein, Lew Kuleszow, Grigorij Kozincew, Leonid Trauberg, Dziga Wiertow, Siergiej Jutkiewicz oraz architekci bracia Wiesninowie.  
LEF spotykał się z radykalną krytyką na łamach czasopism "Pod znamieniem marksizma" i "Nowyj mir" oraz dziennika "Izwiestia". 
Po odejściu we wrześniu 1928 Majakowskiego i Brika ugrupowanie rozpadło się wskutek wewnętrznych sporów.
W Stanach Zjednoczonych w 1924 działa grupa pisarzy i malarzy o nazwie Amerykański LEF, założona przez Dawida Burluka, nawiązująca do radzieckiego LEF-u.